# Andrzej Kossakowski (fizyk)
Andrzej Marek Kossakowski (ur. 20 lutego 1938 we Lwowie, zm. 31 stycznia 2021 w Toruniu) – polski fizyk i wykładowca akademicki, prof. dr hab.

## Życiorys
Urodził się 20 lutego 1938 r. we Lwowie. Szkołę podstawową i średnią w ukończył w Sopocie. W latach 1955–1960 studiował fizykę na Uniwersytecie Mikołaja Kopernika w Toruniu i zaraz po studiach podjął pracę na macierzystej uczelni, początkowo jako asystent, a od 1962 r. jako starszy asystent. W 1966 r. obronił na UMK pracę doktorską O prawie wzrostu entropii w termodynamice informacyjnej operatorów gęstości, napisaną pod kierunkiem Romana Stanisława Ingardena, którą przygotował, korzystając ze stażu naukowego w Instytucie Fizyki Teoretycznej Uniwersytetu Wrocławskiego w roku akademickim 1964/1965. W 1967 r. został zatrudniony na UMK jako adiunkt, w 1971 r. uzyskał habilitację na podstawie pracy Teorio-informacyjny schemat decyzyjny w kwantowej mechanice statystycznej i w 1972 r. został zatrudniony na stanowisku docenta, a trzy lata później objął stanowisko stanowiska zastępcy dyrektora Instytutu Fizyki ds. dydaktycznych. W 1979 r. otrzymał tytuł profesora nadzwyczajnego, a w 1992 r. profesora zwyczajnego. Ponadto wykładał m.in. na uczelniach w Stuttgarcie (1973) Austin (1974), Mediolanie (1975) Essen (1989) Leuven (1991), Neapolu, Santiago de Chile, Stuttgarcie i Tokio.
Specjalizował się w fizyce matematycznej i kwantowej teorii układów otwartych, która rozwijana przez niego w latach 70. stanowi podstawę kwantowej teorii informacji. Wraz z Vittorio Gorinim, Georgiem Sudarshanem oraz Goranem Lindbladem był współtwórcą jednego z równań (równanie GKS-L), które jest podstawowym równaniem opisującym otwarte układy kwantowe. Jest uważany za twórcę toruńskiej szkoły fizyki matematycznej. Prowadził także badania w zakresie teorii laserów, teorii odwzorowań dodatnich, kwantowego splątania i trójwymiarowego modelu Isinga.
W 2019 r. został laureatem Nagrody Fundacji na rzecz Nauki Polskiej w dziedzinie nauk matematyczno-fizycznych i inżynierskich za prace nt. teorii kwantowych układów otwartych.